# Geschichte des Korantextes
Die Geschichte des Korantextes stellt die Entstehung des Korans in ihren historischen Zusammenhängen dar.
Die historisch-kritische Wissenschaft geht, wie gläubige Muslime auch, zumeist von einer autoritativen Edition des Korans unter dem Kalifen Uthman ibn Affan aus.

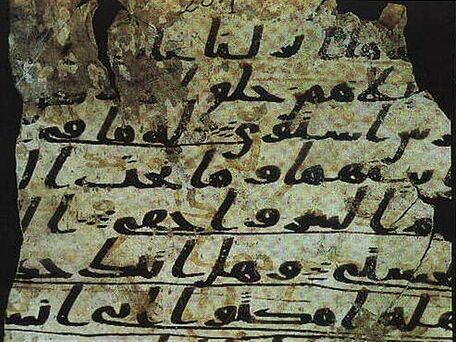
1972 gefundene Fragmente eines Korans in der Großen Moschee von Sanaa

## Die Entstehung der einzelnen Teile des Korans

### Frühe und späte Teile des Korans
Schon im achten Jahrhundert ordneten muslimische Gelehrte bestimmten Koranversen Ereignisse aus dem Leben Mohammeds als Offenbarungsanlässe zu. Auf diesen Zuordnungen und sprachlichen Erwägungen aufbauend, entwickelten verschiedene Gelehrte eine Chronologie, die die Suren in frühe „mekkanische“ und späte „medinische“ einteilte und in eine Reihenfolge brachte. Grob gesagt, lässt sich diese Chronologie in der Weise zusammenfassen, dass die frühesten Suren des Korans am Ende stehen, während viele der am Anfang stehenden Suren aus den späteren Zeiten des prophetischen Wirkens Mohammeds stammen. Dementsprechend muss, wer der historischen Reihenfolge der Suren nahekommen will, eher von hinten nach vorne lesen.
Schon die frühen muslimischen Gelehrten waren sich bewusst, dass die Suren nicht alle aus einem Guss sind. Die chronologische Einordnung hat also nur für den Hauptteil der Sure Gültigkeit, während einzelne Passagen aus früherer oder späterer Zeit eingeschoben sein können. Als ein sicheres Kennzeichen medinischer Verse gilt, dass in ihnen die Anrede „O ihr, die ihr den Glauben angenommen habt“ (yā aiyuhā llaḏīna āmanū) verwendet wird.

### Nöldekes Chronologie
Aufbauend auf dem von den muslimischen Gelehrten erarbeiteten Material und Vorarbeiten von Gustav Weil, entwickelte Theodor Nöldeke 1860 in seiner Geschichte des Qorāns eine umfassende Chronologie der Teile des Korans. Danach sind 24 Suren medinisch, der Rest ist mekkanisch. Bei den mekkanischen Suren führte er eine Verfeinerung ein, indem er anhand von stilistischen und inhaltlichen Merkmalen drei aufeinanderfolgende Perioden (frühmekkanisch, mittelmekkanisch, spätmekkanisch) unterschied. Die Suren der frühmekkanischen Periode zeichnen sich demnach durch ihre stark poetische Form mit kühnen Bildern und kurzen, rhythmischen Reimen sowie durch die Aneinanderreihung von Schwüren an ihrem Anfang aus. In der mittelmekkanischen Zeit nehmen die Verse allmählich an Länge zu, und der Gottesname ar-Raḥmān wird gebräuchlich. In der spätmekkanischen Zeit werden die Verse noch länger, der Stil wird prosaischer und damit dem der medinischen Zeit ähnlich. Nöldekes Chronologie der Suren sieht insgesamt folgendermaßen aus:
| Frühmekkanische Periode   | 96, 74, 111, 106, 108, 104, 107, 102, 105, 92, 90, 94, 93, 97, 86, 91, 80, 68, 87, 95, 103, 85, 73, 101, 99, 82, 81, 53, 84, 100, 79, 77, 78, 88, 89, 75, 83, 69, 51, 52, 56, 70, 55, 112, 109, 113, 114, 1 |
| Mittelmekkanische Periode | 54, 37, 71, 76, 44, 50, 20, 26, 15, 19, 38, 36, 43, 72, 67, 23, 21, 25, 17, 27, 18 |
| Spätmekkanische Periode   | 32, 41, 45, 16, 30, 11, 14, 12, 40, 28, 39, 29, 31, 42, 10, 34, 35, 7, 46, 6, 13 |
| Medinische Periode        | 2, 98, 64, 62, 8, 47, 3, 61, 57, 4, 65, 59, 33, 63, 24, 58, 22, 48, 66, 60, 110, 49, 9, 5 |

Nöldekes Chronologie des Korans wird in der westlichen Islamwissenschaft bis heute weitgehend als zuverlässig akzeptiert. Auf ihrer Grundlage wurden noch andere literarische Besonderheiten der einzelnen Koranperioden herausgearbeitet. So hat zum Beispiel Angelika Neuwirth gezeigt, dass in der mittelmekkanischen Periode mit Gleichnisreden und Parabeln neue homiletische Elemente auftreten, die dann in spätmekkanischer Zeit unter der Bezeichnung mathal im Koran selbst thematisiert werden.

### Weitere Unterteilungen der frühmekkanischen Periode
Im Rahmen des Projektes Corpus Coranicum wurde Nöldekes Chronologie zudem hinsichtlich der frühmekkanischen Suren weiter verfeinert. So hat Nicolai Sinai anhand des Parameters der „strukturellen Komplexität“ die Suren in drei Gruppen eingeteilt. Die Suren der Gruppe I (93–95, 97, 99–102, 104–108, 111) enthalten 4 bis 11 Verse und weisen eine starke innere inhaltliche Kohärenz auf. Die Suren der Gruppe II (73, 81–82, 84–96) sind länger (15–25 Verse) und lassen sich bereits in verschiedene thematische Einheiten gliedern. Die Suren der Gruppe III schließlich sind bis zu 40 Versen lang und gliedern in sich eine größere Anzahl von thematischen Einheiten. Die Gruppe III ist noch einmal unterteilt in Gruppe IIIa (53, 74, 75, 77, 78, 79) mit einer Anzahl von Silben pro Vers, die ähnlich niedrig ist wie in Gruppen I und II, und Gruppe IIIb (51, 52, 55, 56, 68, 69, 70), in der die Länge der einzelnen Verse erheblich höher ist. Sinai betrachtet diese Gruppen als chronologisch aufeinanderfolgende Stufen des koranischen Textes.
Gruppe I wird von Sinai noch weiter in verschiedene thematische und formale Textcluster unterteilt: a) die mekkabezogenen Suren 105 und 106, b) die Suren 95, 102, 103, 104 und 107 mit Ankündigungen des Jüngsten Gerichts, c) die Suren 99, 100, 101, 111 mit kurzen eschatologischen Bildern, d) die Trostsuren 93, 94 und 108 und e) Sure 97, die die Kraft der Offenbarung thematisiert. Sinai macht deutlich, dass er diese Einteilung ebenfalls als eine chronologische versteht.

## Die Sammlung des Korans
Die muslimischen Überlieferungen von einer Koransammlung (dscham'u 'l-quran- ǧamʿu ʾl-qurʾān) bereits unter dem Kalifen Abu Bakr (573–634) scheinen Berichten von einer ersten Sammlung unter ʿUmar ibn al-Chattāb (592–644) zu widersprechen. Dieser Widerspruch, der auf die inhaltlich unterschiedlichen und nicht selten tendenziös gefärbten Berichte des islamischen Überlieferungswesens zurückzuführen ist, konnte von der historischen Wissenschaft bis heute nicht endgültig gelöst werden. Ein Koranexemplar von Ḥafṣa (um 604-um 663), einer Tochter Umars, wird sowohl von der historischen Wissenschaft als auch vom größten Teil der muslimischen Gelehrten als zentral erachtet. Problematisch erscheint lediglich, dass es eine Tochter Umars war, die offenbar das Koranexemplar erbte, und nicht der Kalif Uthman, was bei einem so wichtigen Dokument bemerkenswert ist.
Neben dem offiziellen Exemplar, das Uthman von Zaid ibn Thabit mit ihm zur Seite gestellten Personen, über deren Identität in der historischen Wissenschaft Zweifel herrschen, erstellen ließ, gab es nach muslimischer Tradition noch mindestens vier weitere abweichende Exemplare, von denen das wichtigste das von ʿAbdallāh ibn Masʿūd ist. Auch das Exemplar von Ubaiy ibn Kaʿb fand größere Verbreitung. Außerdem gab es Exemplare von Abu Musa Abdallah Qais al-'Aschari und Miqdad b. 'Amr.
Über das Exemplar von 'Abd Allah ibn Mas'ud weiß die muslimische Tradition, dass es die Suren 1, 113 und 114 nicht enthalten habe. Außerdem gibt es zwei verschiedene, nicht identische muslimische Überlieferungen von einer stark abweichenden Anordnung der Suren, die beide nicht der Anordnung im autoritativen Exemplar Uthmans entsprechen. Entgegen der muslimischen Auffassung gibt es durchaus Anzeichen, dass dieses Exemplar nicht vernichtet wurde, sondern lange noch Abschriften zirkulierten.
Über das Exemplar von Ubaiy ibn Kaʿb weiß die muslimische Tradition, dass es zwei weitere Suren enthalten habe, die zwar auch überliefert sind, deren erste Textzeugnisse jedoch spät, im 16. Jahrhundert, datieren. Diese Suren sind unter den Namen Surat al-Khal’ und Surat al-Hafd oder beide zusammen unter dem Titel Sùratu 'l-qunùt bekannt. Auch für dieses Koranexemplar gibt es eine muslimische Tradition über eine stark abweichende Anordnung der Suren. Im 9. Jahrhundert wurde die Verwendung von Koranlesungen, die auf der Sammlung Ubayys basierten, verboten.
Die beiden im Topkapi-Museum in Istanbul und in Taschkent befindlichen Exemplare werden von der historischen Wissenschaft in keinem Fall als die bis heute erhaltenen Exemplare der Edition Uthmans angesehen. Man hat aber 1972 in der Hauptmoschee von Sana'a Fragmente alter Kodizes auf Pergament gefunden, die um 710 entstanden sind. Sie weisen nicht nur orthographische Abweichungen im Rasm auf, sondern haben auch eine andere Anordnung der Suren. Dies bestätigt die Richtigkeit entsprechender Angaben in der Literatur, vor allem im Kitab al-Fihrist des Ibn al-Nadim (987–988). Zweifelsfrei sind die ältesten Fragmente diejenigen, die in der sog. hidschazischen mâ'il-Schrift aufgezeichnet worden sind. Fragmente dieser Kodizes liegen in San'a, ein 176 Blätter starkes Fragment liegt in der British Library unter der Nr. Or.2165.
Die meisten heutigen Koranexemplare gehen auf eine Edition der al-Azhar-Universität aus dem Jahre 1923/24 zurück, die damit einen bestimmten Konsonantentext und eine einzige Lesart quasi zur verbindlichen gemacht hat, obwohl die ältere muslimische Tradition ganze Enzyklopädien über abweichende, aber dennoch anerkannte Lesarten kennt. Die handschriftlichen Grundlagen dieser Ausgabe sind unbekannt.
Die Schaffung eines textus receptus anhand vorliegender Koranhandschriften aus der Frühzeit mit der Verzeichnung der Lesevarianten in einem textkritischen Apparat wird von der islamischen Welt strikt abgelehnt. Ansätze dazu wurden in den 1920er und 1930er Jahren von Gotthelf Bergsträsser, Arthur Jeffery und Otto Pretzl unternommen, jedoch wegen des Todes von Bergsträsser und Pretzl nie zu Ende geführt.
2016 hat der tunesische Islamwissenschafter Abdelmajid Charfi eine historisch-kritische Ausgabe des Korans vorgelegt, „ein absolutes Novum in der muslimischen Welt“. „Die Berliner Arabistin Angelika Neuwirth […] hält die neue Ausgabe nicht nur für eine wissenschaftliche Pionierleistung, sondern auch für eine echte Mutprobe: «Die Salafisten möchten nicht wissen, dass der Koran eine irdische Geschichte hat.»“
An der Berlin-Brandenburgischen Akademie der Wissenschaften wird seit 2007 unter dem Titel „Corpus Coranicum“ eine Textdokumentation und ein historisch-kritischer Kommentar zum Koran erarbeitet. Dabei wird der Koran zu zahlreichen Umwelttexten in Beziehung gesetzt und „als ein Text der Spätantike“ betrachtet und bearbeitet, indem „systematisch den Echos älterer Traditionen im Koran“ nachgegangen wird.

## Moderne historisch-kritische Forschung
Günter Lüling entwickelte eine Theorie, die von einem christlichen Urkoran in Strophendichtung ausgeht.
John Wansbrough geht davon aus, dass der Koran in einem längeren Prozess entstanden ist und frühe Zeugnisse lediglich „koranisches Material“ enthalten, jedoch nicht auf die Existenz des Korans zu dieser Zeit hinweisen.
Die Funde von alten Koranfragmenten z. T. aus dem ersten muslimischen Jahrhundert in Sanaa haben vieles, was lange als gesichert galt, wieder in Frage gestellt (siehe Gerd-Rüdiger Puin).
Die Vorstellung, dass der Koran in einem längeren Prozess aus Schriften verschiedenster Herkunft zusammengestellt wurde, teilen unter anderem Ibn Warraq, Karl-Heinz Ohlig und Yehuda Nevo.
Ein unter dem Pseudonym Christoph Luxenberg schreibender Islamforscher des Saarbrücker Institutes „Inârah“ vertritt die Ansicht, dass der Koran zumindest teilweise auf einer syro-aramäischen Vorlage beruht. Das von Christoph Luxenberg publizierte (aber in der Forschung umstrittene) Werk Die syro-aramäische Leseart des Koran (2002), untersuchte den Koran sprachwissenschaftlich und kam zum Ergebnis, dass der Koran viele christliche Elemente in syro-aramäischer Sprache beinhalte.
Einen für Laien verständlichen Überblick über die Forschungen der Saarbrücker Koranwissenschaftler um Karl-Heinz Ohlig – zur Etablierung der historisch-kritischen Methode in den Islamwissenschaften – bietet das Sachbuch des ebenfalls unter einem Pseudonym publizierenden Autors Norbert G. Pressburg: Good Bye Mohammed.

### Historisch-kritische Ausgabe in Frankreich
Unter der Leitung („collaboration“) von Guillaume Dye und Mohammad Ali Amir-Moezzi hat in Frankreich eine Gruppe von 30 Wissenschaftlern unterschiedlicher Fachrichtung („une équipe […] composée d'historiens et de spécialistes du Coran“) 2019 die historisch-kritische Ausgabe „Coran des historiens“ herausgegeben. In dieser dreibändigen Ausgabe wird versucht, den Koran zu kontextualisieren, auch um damit die inneren Widersprüche, die im Koran zu finden sind („le Coran est un corpus qui contient des contradictions“) zu klären.